# Bruggen 1136-1138

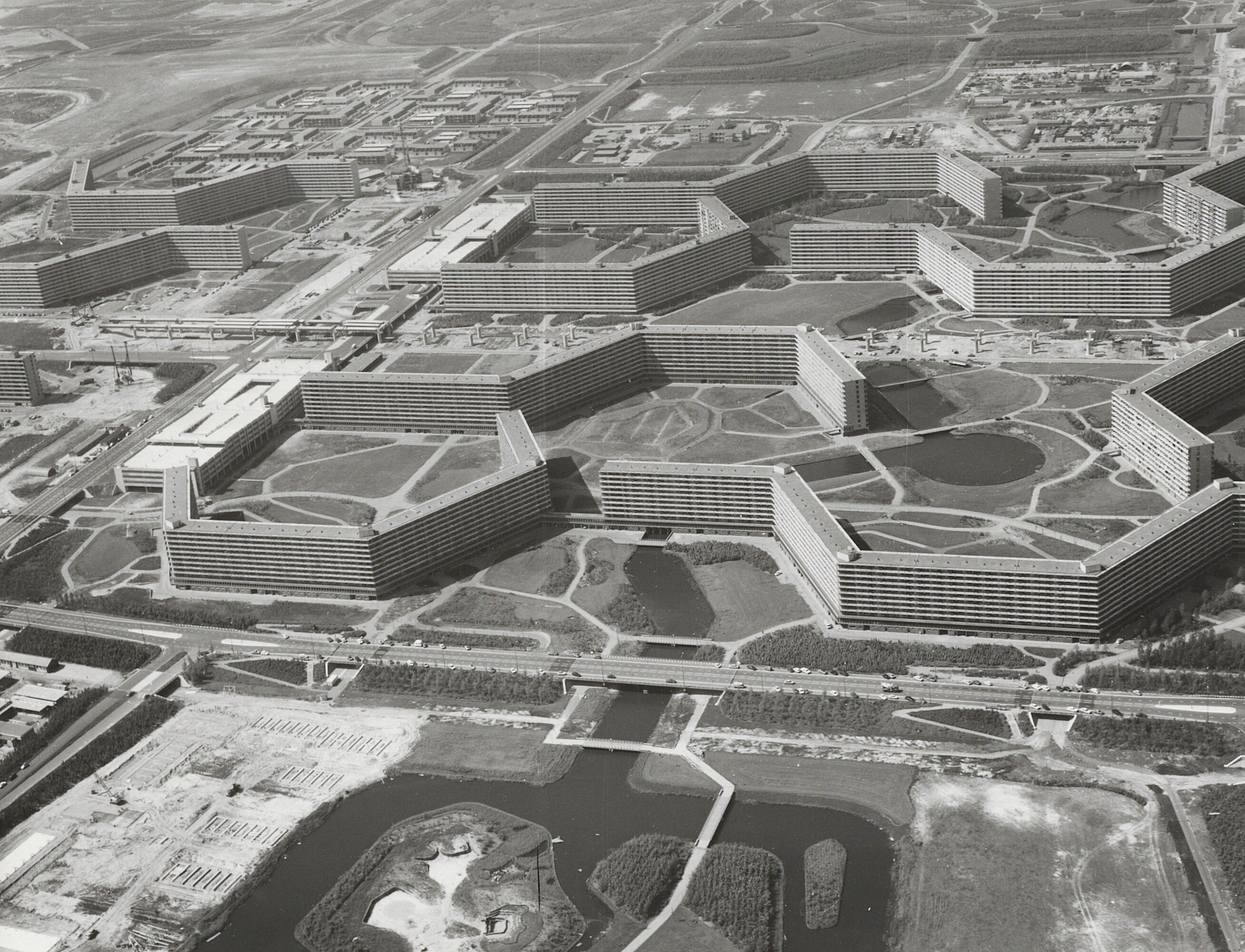
Rechtsmidden van rechts naar links Grunder, brug 1136 ligt voor de flat over water dat onder de flat doorstroomt (1973)

Bruggen 1136-1138 waren drie bouwkundige kunstwerken in Amsterdam-Zuidoost.
De verkeersstromen werden al bij het ontwerp en de aanleg en bouw van deze nieuwe woonwijk gescheiden gehouden. Er kwam een beperkt aantal dreven op een halfhoog dijklichaam voor het gemotoriseerd verkeer. Voor voetgangers en fietsers werd een fijnmazig systeem aan paden aangelegd. Gelijkvloerse kruisingen tussen deze twee systemen werden vermeden. Nadat Dirk Sterenberg van de Dienst der Publieke Werken in de serie 1000-1099 de viaducten in de dreven had ontworpen kon hij vrijwel direct verder met de kleinere voet- en fietsbruggen. Ook daarbij bediende hij zich van standaardtypen brug. Deze zijn ook voor zover in de 21e eeuw nog aanwezig te herkennen aan standaard leuningen en vooral de borstweringen met ankergaten. Die borstweringen zijn enigszins plastisch door het toegepaste spuitbeton. Ook het nummerbord voor al die bruggen is standaard; een metalen plaatje aan een baluster, tussen de leuningen in.
Niet alleen het ontwerp van deze voet- en fietsbruggen was standaard, ook de plaats was soms hetzelfde; een aantal bruggen lag boven een afwateringssysteem dat onder de honingraatflats doorstroomde. Voor bruggen 1136, 1137 en 1138 gold dat ze over het water lag dat onder het zuidelijk eind van flat Grunder, ontworpen door Fop Ottenhof, stroomde. Volgens de bestektekening ontwierp Sterenberg deze drie bruggen op 26 september 1968. In één moeite door ontwierp hij ook de bruggen 1143-1144. In 1969 begon men met heien. Ottenhof heeft zijn flat en de bruggen nooit gezien; hij overleed in september 1968.
Ottenhof en de in 1996 overleden Sterenberg maakten beiden de sloop van flat en onderliggende bruggen niet mee. Al in het laatste decennium van de 20e eeuw begon een uitgebreide sanering, waarbij dijklichamen verdwenen en hoogbouwflats werden afgebroken. Grunder was in 2003 aan de beurt voor sloop. Op het terrein kwam laagbouw en het systeem aan voet- en fietspaden verdween en daarmee ook deze drie bruggen.
<<< · 1100 · 1101 · 1107 · 1008 · 1009 · 1110 · 1111 · 1119 · 1121 · 1122 · 1123 · 1124 · 1125 · 1126 · 1127 · 1128 · 1129 · 1130 · 1131 · 1132 · 1133 · 1134 · 1135 · 1139 · 1140 · 1141 · 1142 · 1143 · 1144 · 1145 · 1146 · 1148 · 1149 · 1150 · 1151 · 1152 · 1153 · 1154 · 1155 · 1156 · 1157 · 1159 · 1162 · 1163 · 1164 · 1165 · 1167 · 1170 · 1171 · 1172 · 1173 · 1174 · 1175 · 1176 · 1177 · 1179 · 1180 · 1181 · 1182 · 1183 · 1184 · 1186 · 1187 · 1188 · 1189 · 1190 · 1191 · 1192 · 1193 · 1194 · 1195 · 1196 · 1197 · 1198 · 1199 · >>>
Brugnummers 1102-1106 (gesloopt), 1112-1118 (gesloopt), 1120, 1136-1138, 1145, 1147, 1158 (onbekend), 1160, 1161, 1166, 1168, 1169, 1178 en 1185 (voetbrug Bijlmerweide bouw 1970, sloop 2015) zijn niet (meer) vergeven.